# John Nelson Darby

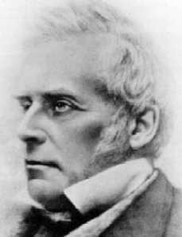
John Nelson Darby

John Nelson Darby (* 18. November 1800 in London; † 29. April 1882 in Bournemouth, England) war eine führende Persönlichkeit der Brüderbewegung.

## Leben
Darby war der jüngste Sohn des wohlhabenden anglo-irischen Kaufmanns John Darby (1751–1834) und seiner Frau Anne geb. Vaughan (1757–1847). Seinen zweiten Vornamen erhielt er zu Ehren von Lord Nelson, der möglicherweise auch sein Taufpate war.
Von 1812 bis 1815 besuchte Darby die Westminster School in London, anschließend studierte er bis 1819 am Trinity College in Dublin Jura. Am 10. Juli 1819 graduierte er zum Bachelor of Arts und erhielt dabei die höchste Auszeichnung für Klassische Philologie. Seine acht Pflichtquartale verbrachte er am Lincoln’s Inn und beendete sie am 26. November 1821. Am 21. Januar 1822 erhielt er die Zulassung als Anwalt für Irland.
1820 oder 1821 hatte Darby eine Bekehrung zum christlichen Glauben erlebt; 1824 oder 1825 entschloss er sich, seine juristische Laufbahn aufzugeben und Geistlicher zu werden. Am 7. August 1825 wurde er in der Kathedrale von Raphoe von Bischof William Bissett zum Deacon geweiht, dem niedrigsten Grad eines ordinierten Geistlichen in der anglikanischen Kirche. So arbeitete er von 1825 bis 1827 unter der armen Landbevölkerung in Calary bei Enniskerry (Grafschaft Wicklow, Irland). Am 19. Februar 1826 wurde er in der Christ Church Cathedral (Dublin) zum Pfarrer (priest) ordiniert.
Eine Rede von Erzbischof Magee in der St. Patrick’s Cathedral (Dublin) am 10. Oktober 1826, in der er sich gegen das römisch-katholische System wandte, beschäftigte Darby sehr. Magee wollte eine starke Verbindung von Staat und Kirche und lobte die Kirchen von England und Irland für ihre Loyalität dem Staat gegenüber. Viele Menschen konvertierten in jener Zeit zum Protestantismus, was den kirchenpolitischen Konflikt verschärfte. Darby hingegen ging davon aus, dass jemand, der das Evangelium predige, Anfeindungen ausgesetzt sei und es darum nicht logisch wäre, bei der „Welt“ Zuflucht zu suchen. Das wahre Haupt der christlichen Gemeinde sei Gott und nicht ein irdischer König.
Ein Reitunfall zwang Darby Ende 1827, sich in Dublin im Haus seines Schwagers Edward Pennefather zu erholen. Dort machte er die Bekanntschaft von Francis William Newman (dem Bruder von John Henry Newman), der fand, dass ein Dutzend Leute vom Schlag Darbys mehr zur Bekehrung ganz Irlands zum Protestantismus beigetragen hätten als der ganze staatskirchliche Apparat. Während dieser Zeit intensiven Nachdenkens entwickelte Darby Ansichten, die zur Grundlage seines späteren Wirkens wurden, u. a. über die Autorität der Bibel, die neue Stellung des Gläubigen in Christus, die Gemeinde als Leib Christi (unabhängig von der Zugehörigkeit zu einer kirchlichen Organisation), den christlichen Dienst, die Wiederkunft Christi und die Aufrichtung seiner Herrschaft.
Im Winter 1827/28 kam Darby mit unabhängigen christlichen Kreisen, den Keimzellen der Brüderbewegung, in Kontakt. Er schloss sich zunächst einer Gruppe um Anthony Norris Groves und John Gifford Bellett an, die sich Ende 1829 mit einem ähnlich gearteten Kreis um den Arzt Edward Cronin vereinigte und im Mai 1830 in einen öffentlichen Saal umzog.
Nach seiner Genesung kehrte Darby nicht mehr in seinen kirchlichen Dienst zurück, sondern übernahm eine führende Rolle in der jungen Brüderbewegung. Seine erste Predigtreise führte ihn nach Limerick und anschließend an verschiedene andere Orte in Irland und England. Teilweise predigte er noch in anglikanischen Kirchen, teilweise traf er auch bereits existierende unabhängige Kreise an. Vielerorts entstanden neue christliche Gemeinden, so 1832 in Plymouth, wo sich bald ca. 700 Personen zusammenfanden.
Durch eine Erbschaft finanziell unabhängig, konnte Darby seinen Wirkungsbereich ab 1839 auch auf das europäische Festland, auf Nordamerika, Australien und Neuseeland ausdehnen. Von 1839 bis 1845 hielt er sich meist in der französischsprachigen Schweiz auf, wo er zunächst existierende freikirchliche Kreise besuchte, ab 1841 aber zur Gründung eigener Gemeinden im Sinne der Brüderbewegung aufrief. Ab 1843 entstanden ebenso mehrere Brüdergemeinden in Frankreich. Für die Entwicklung in Deutschland war – abgesehen von kurzen Besuchen Darbys in Tübingen und Stuttgart 1850 – seine Begegnung mit dem Elberfelder Volksschullehrer und Evangelisten Carl Brockhaus bedeutsam. Darbys erster Besuch in Elberfeld fand 1853 statt, bis 1878 kam er weitere sieben Male nach Deutschland. Zusammen mit Carl Brockhaus und Julius Anton von Poseck gab Darby auch die Elberfelder Bibelübersetzung heraus.

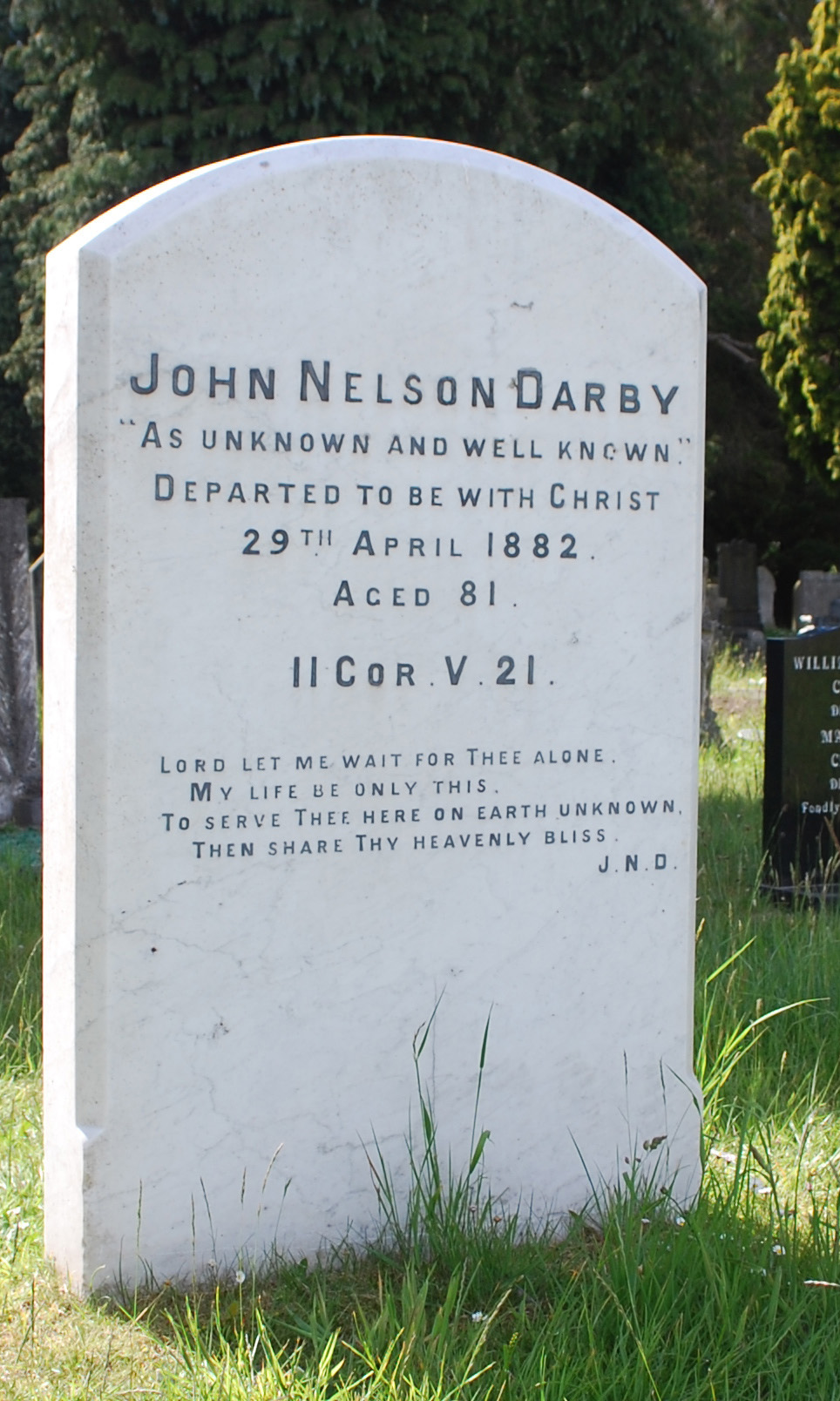
Grabstein von John Nelson Darby

Von 1845 an war Darby in England in mehrere theologische Auseinandersetzungen verwickelt, die zu Spaltungen innerhalb der Brüderbewegung führten. Ende 1845 trennte er sich in Plymouth von Benjamin Wills Newton, dem er klerikale Tendenzen vorwarf, 1848 von der Gemeinde in Bristol unter Georg Müller und Henry Craik, die es ablehnte, umstrittene Lehren Newtons über die Leiden Christi zu untersuchen und zu verurteilen (dies resultierte in der weltweiten Trennung zwischen „offenen“ und „geschlossenen Brüdern“). 1858 veröffentlichte Darby seinerseits Lehren über die Leiden Christi, die von einigen seiner Freunde (darunter William Henry Dorman und Percy Francis Hall) als Irrlehren empfunden wurden, sodass sie sich 1866 von ihm trennten. 1879–81 kam es zu Auseinandersetzungen über Fragen der Gemeindezucht und der Anerkennung gemeindlicher Beschlüsse, die erneut eine Trennung zur Folge hatten (u. a. von William Kelly).

## Lehre
Darby sah die Bibel in verschiedene heilsgeschichtliche Epochen, die so genannten „Haushaltungen“ (engl. dispensations), aufgeteilt. Seiner Ansicht nach müssen Bibeltexte im Zusammenhang dieser Epochen gelesen werden. Besonders wichtig ist die strikte Trennung zwischen Israel (dem irdischen Volk Gottes mit irdischen Verheißungen und einer irdischen Zukunft) und der Gemeinde (dem himmlischen Volk Gottes mit himmlischen Verheißungen und einer himmlischen Zukunft). Dieses theologisch-hermeneutische Modell wurde als Dispensationalismus vor allem im amerikanischen Protestantismus weit über die Brüderbewegung hinaus bekannt und bildet u. a. die Grundlage der Scofield-Bibel.
Aufgrund seiner heilsgeschichtlichen Schau vertrat Darby außerdem die Ansicht, dass die Kirche nach der Zeit der Apostel irreparabel verfallen sei. Der Verfall habe bereits zur Zeit des Neuen Testaments begonnen. Darby stimmte in vielen Lehraussagen zwar mit den Freikirchen überein, kritisierte jedoch deren erklärte Absicht, die „Gemeinde nach dem Neuen Testament“ wiederherstellen zu wollen. Eine Wiederherstellung der ursprünglichen Gemeinde Jesu sei nicht mehr möglich, da Gott nie etwas wiederherstelle, was der Mensch verdorben habe, und außerdem das apostolische Amt fehle. Für die gegenwärtige Gemeinde (die Elberfelder Bibel spricht in ihrem ursprünglichen Text von „Versammlung“) sei es nur noch möglich, sich im Namen Jesu zu versammeln (Mt 18,20 ). Unter dieser Versammlung im Namen Jesu verstand Darby vor allem das sonntägliche „Brotbrechen“ (Abendmahl). Seine Vision war es, dass sich alle Gläubigen an jedem Ort der Welt am „Tisch des Herrn“ versammeln und in ihrer Zusammenkunft vom Heiligen Geist geleitet werden. Am „Brotbrechen“ dürfen nach Darby jedoch nur solche teilnehmen, die sich durch gesunde Lehre, reinen Wandel und Trennung vom Bösen (dazu gehören auch die kirchlichen Strukturen) von den anderen unterscheiden.
Die Sendschreiben der Offenbarung (Kapitel 2–3 ) und die darin beschriebenen kleinasiatischen Gemeinden waren für Darby Typen der einzelnen kirchengeschichtlichen Epochen. Die Brüdergemeinden sah er als Philadelphia: klein und kraftlos, aber ohne Tadel und mit einer großen Verheißung (Offb 3,7 ).

## Schriften
Darbys Schriften sind in folgenden Ausgaben zusammengefasst:
Englischsprachige Ausgaben
- The Collected Writings of J.N. Darby. Ed. by William Kelly. 34 Bände. Morrish, London 1867–1900. – Neu gesetzter Nachdruck: Stow Hill Bible and Tract Depot, Kingston-on-Thames o. J. (um 1960). Davon weitere Nachdrucke.
- Synopsis of the Books of the Bible. 5 Bände. Morrish, London o. J. – Nachdruck: Stow Hill Bible and Tract Depot, Kingston-on-Thames 1943. Davon weitere Nachdrucke.
- Notes and Comments on Scripture from the Note Books of J.N. Darby. 7 Bände. Carter/Humphery, London 1883–1913. – Nachdruck: Stow Hill Bible and Tract Depot, Kingston-on-Thames 1959–1961. Davon weitere Nachdrucke.
- Notes and Jottings from Various Meetings with J.N. Darby. 5 Bände. Foreign Gospel Tract and Book Depot, London o. J. (um 1930). – Nachdruck in einem Band: Stow Hill Bible and Tract Depot, Kingston-on-Thames 1962. Davon weitere Nachdrucke.
- Spiritual Songs. Ed. by H.A. Hammond. Tract Depot, Dublin 1883. – Verschiedene Nachdrucke.
- Letters of J.N.D. 3 Bände. Morrish, London o. J. – Nachdruck: Stow Hill Bible and Tract Depot, Kingston-on-Thames o. J. Davon weitere Nachdrucke.

Ein Verzeichnis von Darbys Einzelschriften findet sich im Katalog des Christian Brethren Archive (Manchester).
Deutschsprachige Ausgaben
- Betrachtungen über das Wort Gottes. Teil 1–7. Neuauflage in 7 Bänden, Ernst-Paulus-Verlag, Neustadt an der Weinstraße 1981. (Deutsche Übersetzung der Synopsis of the Books of the Bible)